# Вікторія Башкіте
Вікторія Башкіте (ест. Viktoria Baškite, 6 серпня 1985, Таллін) — естонська шахістка, чемпіонка Естонії з шахів (2000), міжнародний майстер серед жінок (2004).

## Коротка біографія
Народилась у 1985 в Талліні. Батько Вікторії литовець, а мати - росіянка. В 2003 вона закінчила гімназію в Ласнамяє, а в 2005 бакалаврат механічного факультету Таллінського технічного університету, де в 2008 стала магістром.

## Шахова кар'єра
Вікторія закінчила шахову школу Талліна, де одним із її найперших тренерів був естонський міжнародний шаховий майстер Іво Ней. З 1995 по 2003 вона брала участь у юнацьких чемпіонатах Європи і Світу в різних вікових групах. Її кращий результат - 9 місце на юніорському чемпіонаті Європи в групі до 18 років (2002).
З 2000 до 2003 чотири рази поспіль перемагала на юнацьких чемпіонатах Естонії з шахів. В 2001 перемогла на чемпіонаті Естонії з швидких шахів. Також в чемпіонатах Естонії серед жінок завойовувала золоту (2000), дві золоті (2001, 2006) і три бронзові медалі (2002, 2003, 2005).
П'ять раз представляла Естонію на шахових олімпіадах (2000—2008) і один раз у складі естонської збірної на командному чемпіонаті Європи з шахів (2007). В 2003 і 2004 перемагала на відкритому юніорському чемпіонаті Швеції з шахів. В 2004 була визнана кращою молодою шахісткою Естонії.